# Swing Live
Swing Live ist ein Jazzalbum von Bucky Pizzarelli. Die am 26. Februar 2001 in New York City entstandenen Aufnahmen erschienen am 24. Juli 2001 als SACD und DVD auf Chesky Records.

## Hintergrund
Der Mitschnitt Swing Live entstand im Makor, einem Nachtclub in Manhattan (35 West 67th Street). Bucky Pizzarelli spielte auf der siebensaitigen Gitarre mit einer Gruppe, bestehend aus Michael Moore (Bass), dem Klarinettisten Allan Vaché, dem Vibraphonisten Peter Appleyard (der zuvor mit Benny Goodman zusammengearbeitet hatte, ebenso wie Michael Moore und der Leader) und dem Schlagzeuger Bernard „Pretty“ Purdie.

## Titelliste

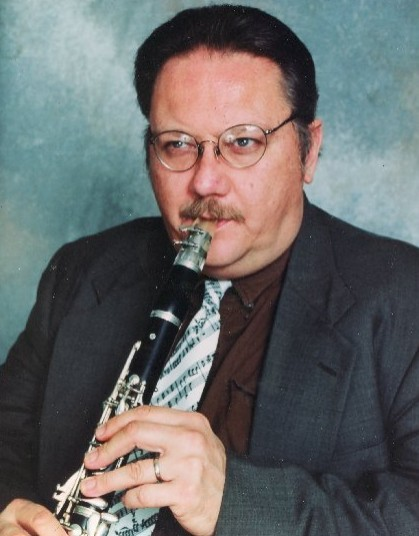
Allan Vaché

- Bucky Pizzarelli: Swing Live (Chesky Records – JD218)[1]

1. Lester Leaps In (Lester Young) 8:24
2. Sweet Sue (Will J. Harris, Victor Young) 9:26
3. Dinah (Harry Akst, Sam M. Lewis, Joe Young) 7:57
4. Perdido (Ervin Drake, Hans Lengsfelder, Juan Tizol) 6:35
5. If I Had You (Jimmy Campbell, Reginald Connelly, Ted Shapiro) 9:43
6. Too Marvelous for Words (Johnny Mercer, Richard A. Whiting) 8:14
7. Limehouse Blues (Philip Braham, Douglas Furber) 9:39

## Rezeption
Ken Dryden vergab an das Album in Allmusic vier Sterne und meinte, Bucky Pizzarelli leite ein starkes Quintett durch dieses intime Live-Set. Der Veteran führe seine Gruppe durch sieben Favoriten aus der Swing-Ära. Das Set klinge sehr entspannt und informell, als spielten die Musiker zu ihrem eigenen Spaß und hätten keine Ahnung, dass Aufnahmebänder laufen. „Eine bissige Interpretation von ‚Perdido‘ und eine ausgedehnte Version von ‚Limehouse Blues‘ sind nur zwei der denkwürdigen Stücke, die an diesem Abend aufgenommen wurden“, meint Dryden.
John Heidt (Vintage Guitar) schrieb, der Mitschnitt sei eine geradlinige Session, die hart swinge. Das Solospiel rundum sei ein Vergnügen, wobei Bucky Pizzarelli Fantasie und technische Fähigkeiten zeige, und Vache und Appleyard bei einem harten, klugen Spiel nahe bei ihm blieben. Purdie, nicht gerade jemand, den man mit dieser Art von Sitzung in Verbindung bringe, agiere wunderbar. Die Auswahl der Melodien sei ebenfalls keine große Überraschung, meint der Autor. Man höre „Lester Leaps In“, „Dinah“, „Limehouse Blues“ und vier weitere Standards, was nicht bedeute, dass sie langweilig seien. Die Band bringe wirklich das Beste in jeder Melodie heraus. Wenn man ein Fan von guten alten Swing-Sessions sei, bei denen die Spieler einfach fliegen, werde man dieses Album schätzen, resümiert John Heidt.
Jim Ferguson (JazzTimes) meinte, typisch für solche spontanen Aufnahmen seien die minimalen Vorkehrungen, wobei das Endprodukt von den Fähigkeiten der Spieler und den Aufnahmefähigkeiten des Tontechnikers abhänge. Insgesamt leisten die Musiker handwerkliche Anstrengungen, erreichen aber zeitweise inspirierte Niveaus. Leider lasse der Gesamtsound zu wünschen übrig, da der Bass zu stark in die Abmischung eingetaucht ist und manchmal die Gitarre auch etwas distanziert klinge. Abgesehen von diesen Mängeln sei Pizzarellis Spiel immer noch den Eintrittspreis wert, meint der Autor. In diesem Fall sei es schade, dass der Hörer arbeiten müsse, um es zu schätzen.